# Firenca
Firenca (talijanski: Firenze, latinski: Florentia) je glavni grad pokrajine Toskana u Italiji. Grad leži na rijeci Arno i najpoznatiji je po svojoj srednjovjekovnoj povijesti grada-države Firence, u vrijeme kada je bila središte trgovine i financija te jedan od najbogatijih gradova u Europi, a posebice kao kolijevka talijanske renesanse, o čemu svjedoče brojni gradski spomenici. Godine 1982., UNESCO je uvrstio stari povijesni centar na popis svjetske baštine. Svojom arhitekturom, ali i muzejima (Pitti, Uffizi), vrtovima, obrazovanjem, glazbom, kuhinjom, modom i dr., Firenca svake godine privlači oko milijun turista. 
Zbog svoje kulturne važnosti, Firencu nazivaju "talijanska Atena". U njoj su živjele mnoge poznate ličnosti kao što su: Dante Alighieri, Giovanni Boccaccio, Donatello, obitelji Medici, Botticelli, Niccolò Machiavelli, Leonardo da Vinci, Filippo Brunelleschi, Michelangelo, Galileo Galilei i drugi. 

## Povijest
Rimski veterani Julija Cezara su 59. pr. Kr. osnovali koloniju Florentia koja je u 4. st. dobila biskupiju. Potom Firencom vladaju: Bizant, Ostrogoti, Langobardi i Franci, i u to vrijeme je stanovništvo palo na samo 1000 stanovnika. 
Ponovno oživljavanje grada započelo je u 10. st., da bi 1115. godine Firenca postala autonomnom regijom. U 13. st. Firenca se našla između zaraćenih stranaka Gibelina (potpomognuti od strane careva Svetog Rimskog Carstva) i pro-papinskih Gvelfa. Proizvodnjom vune i svile grad se jako bogati. Godine 1252. uvedena je nova novčana valuta - Florin, koji je visoko kotirao u Europi. Grad je brzo rastao: 1340. godine ima oko 80.000 stanovnika (od kojih je 25,000 radilo u proizvodnji tekstila), no nakon epidemije Crne smrti, taj broj ponovno opada. U 14. st. Firencom uglavnom vlada obitelj Albizi, kojima su najveći takmaci bili obitelj Medici. U prvim desetljećima 15. stoljeća obitelj Medici već potajno vlada gradom, potpomognuti moćnim novopridošlicama u grad. Premda je obiteljsko bogatstvo stekao njegov otac Giovanni di Bicci de' Medici, prvi član obitelji koji se aktivno bavio politikom bio je Cosimo de 'Medici (Cosimo "il Vecchio"). U 15. st. u Firenci djeluju prvi renesansni umjetnici kao što su: Filippo Brunelleschi, Masaccio, Lorenzo Ghiberti, Donatello, Alberti, i mnogi drugi. Moć obitelji Medici raste nakon što su postali bankari papama. Cosima nasljeđuje njegov sin Piero di Cosimo de 'Medici, kojeg je 1469. godine nasljedio Lorenzo Veličanstveni, veliki mecena umjetnika kao što su Leonardo da Vinci, Botticelli i Michelangelo. Nakon njegove smrti (1492.), i izgnanstva njegova sina Piera (1494.) nakratko se obnavlja republikanska uprava, a obitelj Medici se vraća u Firencu 1512. godine. Godine 1537. Cosimo I. de' Medici postaje prvi firentinski vojvoda (od 1569. veliki vojvoda Toskane), čime obitelj Medici službeno uspostavlja vlast nad Firencom sve do aneksije Toskane Austrijskoj kruni 1737. godine. Austrijska uprava se konstantno bori protiv utjecaja Francuske i kraljevstva Sardinija-Piemont, do 1859. godine kada Toskana postaje dijelom Talijanskog Kraljevstva. Od 1865. do 1870. godine Firenca je bila glavni grad Kraljevine Italije.
U 19. st. broj stanovnika se udvostručio, da bi se zahvaljujući porastu turizma, trgovine i bankarstva taj broj utrostručio tijekom 20. stoljeća. Tijekom Drugog svjetskog rata grad je bio pod njemačkom okupacijom (1943. – 1944.), da bi nakon oslobođenja izvan grada bili pokopani mnogi saveznički vojnici. U studenom 1966. godine rijeka Arno je poplavila cijeli donji grad, pri čemu su stradala mnoga umjetnička djela. 
Godine 1982. povijesno središte grada je upisano na UNESCOv popis mjesta svjetske baštine u Europi, a 1986. godine Firenca je bila europski glavni grad kulture.

## Znamenitosti
Firenca, koja je poznata po svojoj umjetnosti i arhitekturi, te po tome da su u njoj živjeli i radili mnogi europski majstori, ima ogroman broj poznatih i vrijednih spomenika:

### Vjerske građevine
- Cattedrale di Santa Maria del Fiore - Firentinska katedrala u gotičkom stilu s Giottovim tornjem, romaničkom krstionicom, i prvom renesansnom kupolom (Filippo Brunelleschi).
- Bazilika sv. Križa (Santa Croce), gotička crkva, izvorno franjevačka zaklada, u kojoj su sahranjeni Michelangelo, Galileo Galilei i Machiavelli.
- Crkva sv. Lovre (San Lorenzo), renesansna crkva u kojoj se nalazi kapela i mauzolej obitelji Medici.
- Druge važne bazilike i crkve u Firenci su: Santa Maria Novella, Santo Spirito i Orsanmichele, a Tempio Maggiore je velika sinagoga.
- Samostan sv. Marka (San Marco), danas muzej
- Kapela Pazzi (Filippo Brunelleschi) je važan rani primjer renesansne arhitekture.

- Piazza Santa Croce
- Piazza Santa Maria Novella
- Bazilika San Lorenzo
- Kapela Pazzi
- Spedale degli innocenti

### Svjetovne građevine
- Jedan od mostova preko rijeke Arno se ističe kao jedinstven, Ponte Vecchio (Stari Most) iz 14. st. (na mjestu starijeg etruščanskog mosta), čija je najmarkantnija osobina mnoštvo trgovina izgrađen ih na rubovima i potpomognuti štulama. Najstariji primjer mosta na segmentnim lukovima (manjih od polukruga) čija je stabilnost pojačana dodatnim teretom na stubovima uronjenima douboko u korito rijeke. Most nosi Vasarijev povišeni hodnik koji povezuje palaču Uffizi s rezidencijom Medicija (Palazzo Pitti). To je jedini most u gradu koji je preživio Drugi svjetski rat netaknut.
- Galerija Uffizi, jedan od najljepših umjetničkih muzeja na svijetu, utemeljen na velikoj ostavštini posljednjeg člana obitelji Medici.
- Uffizi se nalazi na uglu trga Piazza della Signoria, trga u središtu Firence koji je bio od presudne važnosti za građanski život i vlast stoljećima. Na trgu se nalazi "Neptunova fontana" (Bartolomeo Ammanati) izgrađena od 1563. – 1565., koja još uvijek radi na stari rimski vodovod. Na trgu je i palača Signoria u kojoj zasjeda gradsko vijeće, i Loggia dei Lanzi u kojoj su se održavale javne ceremonije republikanske vlade. Na trgu se nalaze i brojne skulpture slavnih kipara kao što su Michelangelo (Michelangelov David), Giambologna, Ammannati i Cellini (Perzej s glavom Meduze), iako su neki originali zamijenjeni kopijama kako bi se sačuvali.
- Trgom dominira toranj Palazzo Vecchio, stare srednjovjekovne gradske vijećnice.
- Ostale vrijedne palače su: renesansna palača Medici Riccardi (Michelozzo di Bartolomeo), Palazzo Strozzi, Palazzo Rucellai (Leon Battista Alberti), Palazzo Davanzati i neoklasicistička Palazzo Borghese.

- Uffizi
- Pitti
- Bargello
- Pallazo Medici Riccardi
- Orsanmichele s Donatellovim skulpturama

### Muzeji
Pored Galerije Uffizi, Firenca ima i druge muzeje svjetske klase kao što je Bargello koji čuva mnoga neprocjenjiva djela kipara kao što su Donatello, Michelangelo i Giambologna. Muzej Akademije (Accademia del dell'Arte Disegno ili jednostavno Accademia) u čijoj zbirci se ističe Michelangelov David i njegovi nedovršeni Robovi za grobnicu pape Julija II. Preko Arna je ogromna palača obitelji Medici, Pitti, koja sadrži dio privatne zbirke obitelji Medici; osim nje, galerija palače sadrži mnoge renesansne slike, uključujući i nekoliko djela Rafaela i Tiziana, te veliku zbirku nošnji, svečanih kolica, srebrnine, porculana i galeriju umjetničkih djela osamnaestog stoljeća. Uz palaču su Boboli vrtovi, savršeno uređeni i s mnogo zanimljivih skulptura.
U Firenci se nalaze i prirodoslovni muzej (Museo di Storia Naturale) koji je dio firentinskog sveučilišta, kao i Insitut za povijest znanosti (Istituto e Museo di Storia della Scienza, skr. IMSS), te Museo dell' Opificio delle Pietre Dure i Nacionalni arheološki muzej (Museo archeologico nazionale di Firenze).

## Sport
Najslavniji firentinski klub je ACF Fiorentina, koja igra u Serie A, prvoj nogometnoj ligi Italije. Njegov stadion je Stadio Artemio Franchi, a u gradu se nalazi i trening kamp talijanske reprezentacije, Coverciano, i tehnički odjel talijanskog nogometnog saveza.

## Gradovi prijatelji
- Knin, Hrvatska
- Arequipa, Peru
- Nazaret, Izrael
- Asmara, Eritreja
- Beirut, Libanon
- Betlehem, Palestina
- Budimpešta, Mađarska
- Sydney, Australija
- Dresden, Njemačka
- Sankt-Peterburg, Rusija
- El Aaiún, Zapadna Sahara
- Fes, Maroko

| - Granada, Španjolska - Isfahan, Iran - Istanbul, Turska - Kassel, Njemačka - Kijev, Ukrajina - Kuvajt (grad), Kuvajt - Kyoto, Japan - Malmö, Švedska - Nablus, Palestina - Nanjing, Kina - Philadelphia, SAD | - Providence, SAD - Reims, Francuska - Riga, Latvija - Edinburgh, Škotska - Salvador, Brazil - Cambridge,SAD - Tirana, Albanija - Turku, Finska - Valladolid, Španjolska - Voždovac, Srbija - Jerevan, Armenija |

## Poveznice
- Rana renesansa
- Spedale degli innocenti

## Vanjske poveznice
|  | Zajednički poslužitelj ima stranicu o temi Firenca |

 Vodič: Florence na Wikivoyageu
- Firenca
- Fotografije  Arhivirana inačica izvorne stranice od 1. srpnja 2006. (Wayback Machine)